# ۲۹۶ (میلادی)
۲۹۶ (میلادی) دویست و نود و ششمین سال تقویم میلادی است.

## درگذشتگان
‎